# Friederich Werthmann
Friederich Werthmann (* 16. Oktober 1927 in Barmen; † 9. Juni 2018 in Düsseldorf-Kaiserswerth) war ein deutscher Bildhauer und Plastiker der informellen Abstraktion. Er lebte und arbeitete in Düsseldorf-Kaiserswerth.

## Leben und Werk

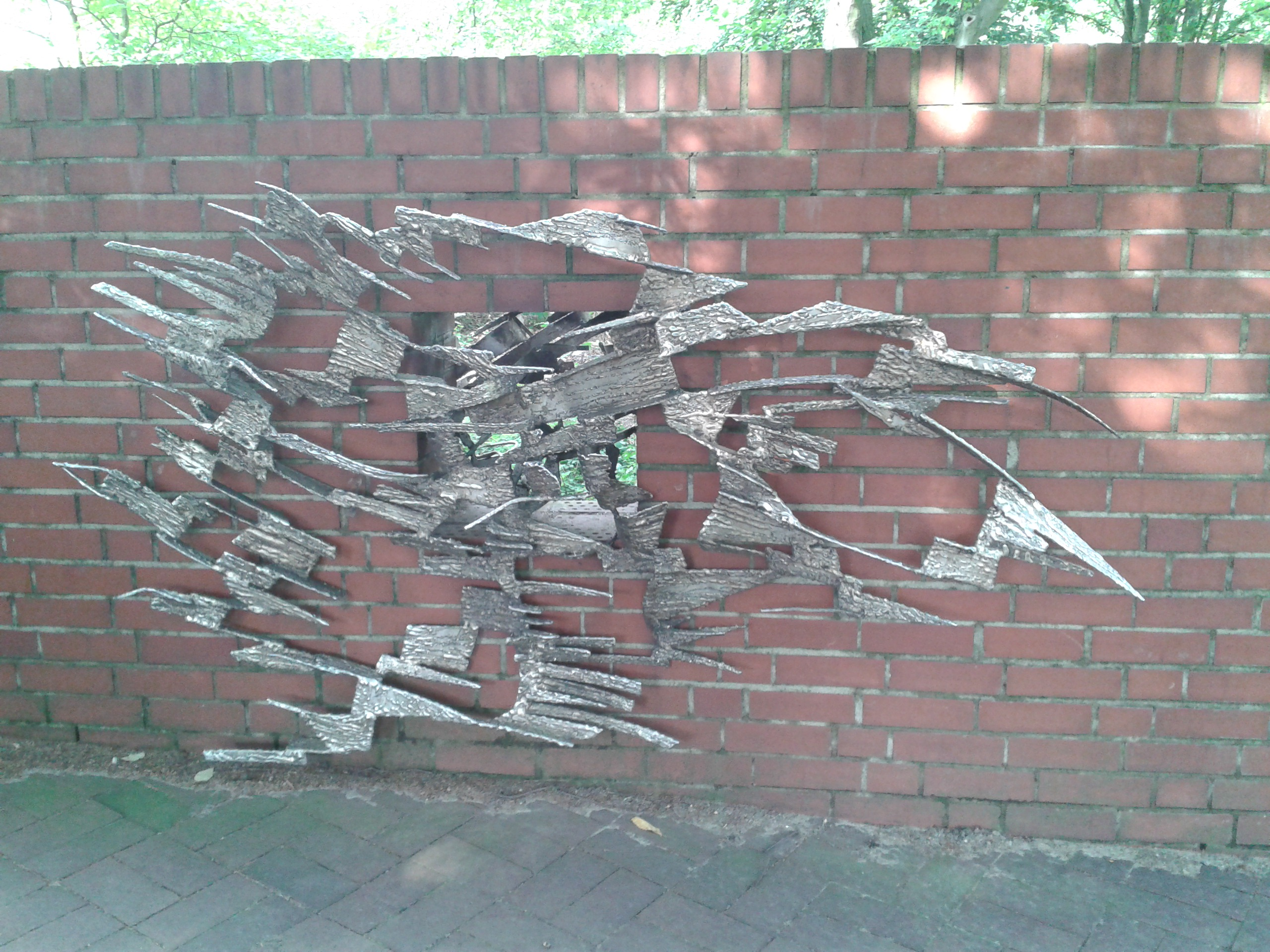
Wand-Lung Hamburg (1961), Remanit, anlässlich der IGA 1963

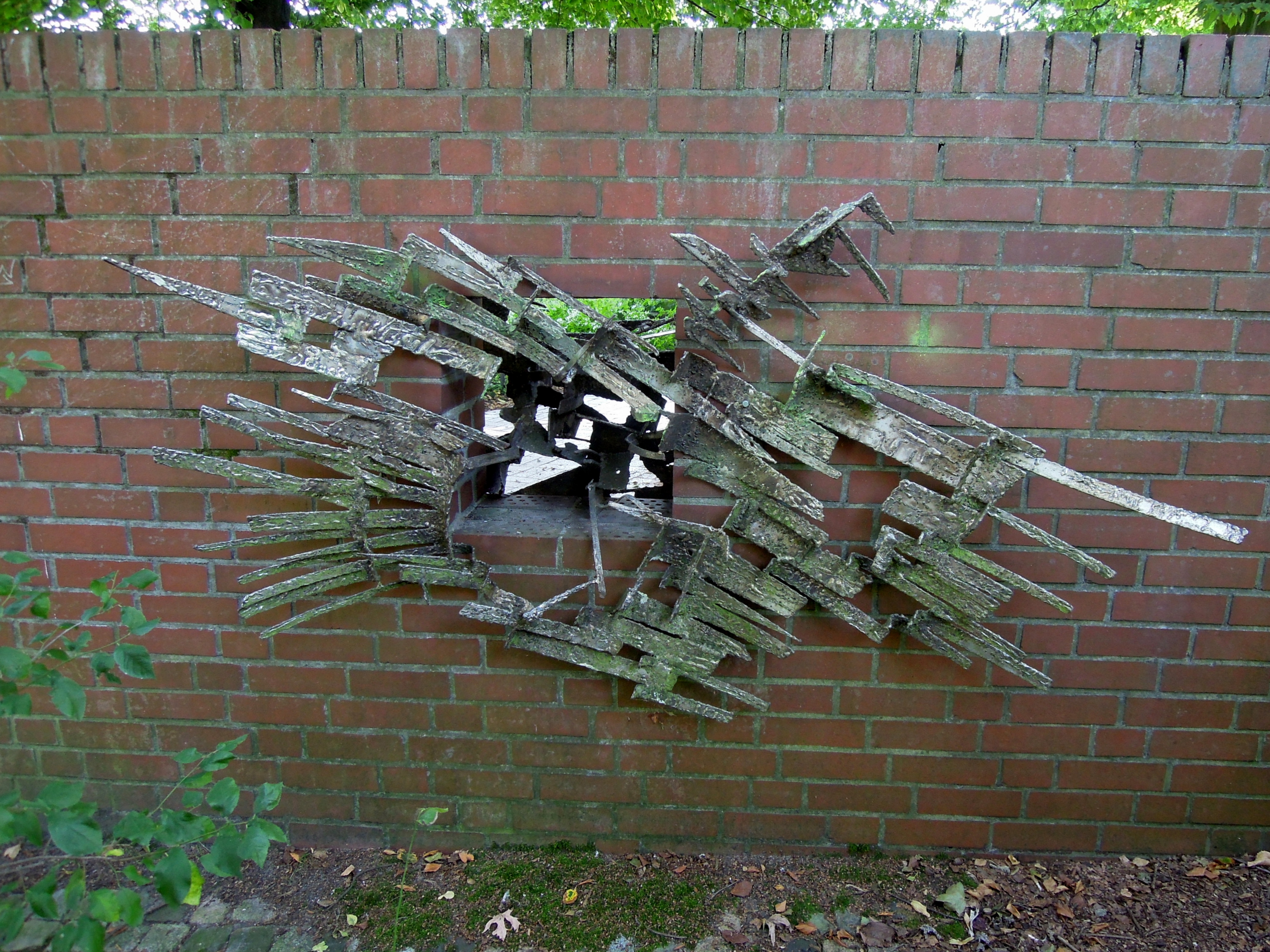
Wand-Lung Hamburg (1961), rückwärtige Ansicht

Werthmann besuchte 1942 bis 1944 das Gymnasium in Barmen und in Weimar, wurde Soldat und geriet bis September 1945 in Kriegsgefangenschaft. Wieder am Gymnasium in Barmen verließ er dieses 1948, um ausschließlich künstlerisch zu arbeiten. 1948 bis 1949 unternahm er einige Wander- und Orientierungsreisen durch Süddeutschland, die Schweiz und Österreich. In diese Zeit fallen zahlreiche Begegnungen, welche die Entscheidung für den künstlerischen Weg festigten. Er arbeitete aber auch in Wuppertal als Maurer, um finanziell unabhängig zu sein, und legte 1950 die Gesellenprüfung als Maurer ab. Gleichzeitig entstanden figurative Skulpturen aus Holz und Stein. 1952 bis 1956 entstanden Skulpturen in der Art etwa von Hans Arp und Constantin Brâncuși, die ihm allerdings damals noch unbekannt sind. 1954 begegnete er Jean-Pierre Wilhelm, lernte durch ihn unter anderem Arp, Brâncuși, Henry Moore und Paul Celan kennen. Er erkannte hierdurch, dass er in seiner Arbeit auf bereits begangenen Wegen wandelte. Daher entwickelte Werthmann ab 1955 in unregelmäßigen Abständen neue abstrakte völlig eigene „Themen“, die er in den nachfolgenden Jahren variierte.
1956 heiratete er Heide Sauer und lebte und arbeitete in Düsseldorf-Kaiserswerth. 1958 wurde seine Tochter Friederike geboren. 1959 wurde ihm der Förderpreis des Cornelius-Preises der Stadt Düsseldorf verliehen, im gleichen Jahr auch den erstmals vergebenen „Deutschen Kunstpreis der Jugend“. Friederich Werthmann wurde ordentliches Mitglied im Deutschen Künstlerbund, an dessen Jahresausstellungen er zwischen 1959 (im Museum Wiesbaden) und 1966 (in den Ausstellungshallen am Gruga-Park in Essen) er insgesamt neunmal teilnahm. Er lehnte mehrere Lehraufträge ab, machte jedoch 1962 ein Experiment mit einem Semester an der Kunstakademie in Kassel, wo er die Metall-Klasse aufbaute, die er aber nach kurzer Zeit wegen Differenzen mit der Verwaltung dort wieder verließ. Frau und Tochter verunglückten 1962 tödlich. 1963 heiratete er die Fotografin Maren Heyne (1941–2025). Es entstanden Reliefs als Umkehrung der Kapselform, die „Segmente“, „Interferenzen“, „Demisphären“. Ab 1968 lebte und arbeitete er mehrheitlich in San Nazzaro im Tessin, behielt aber sein Atelier in Düsseldorf-Kaiserswerth bei, ab 1978 wieder mehrheitlich dort. 1979 schenkte die Firma Thyssen, Düsseldorf, dem Vorsitzenden des Zentralkomitees der Kommunistischen Partei Chinas, Hua Guofeng, das Relief „Split“ (WVZ 350), das zum besseren Verständnis in „Naht zwischen Kultur und Technik“ umbenannt wurde. Ab 1987 entstanden nach den „Dynamisierungen“, den mit Sprengstoff „geblähten“ Arbeiten, wieder ausschließlich geschweißte Arbeiten, neuerliche vibrierende Gruppierungen aus Stäben und Knoten, die Werkgruppe „Parallelogramme“. Einen Tag nach der Vernissage einer gemeinsamen Ausstellung mit seiner Frau, der Fotografin Maren Heyne, im Kaiserswerther Museum starb er als Neunzigjähriger am 9. Juni 2018. Friederich Werthmann wurde im eigenen Skulpturengarten bestattet mit seiner Arbeit „Dyna-Padam“ als Grabplatte.
Seit Januar 2019 wird das Künstleranwesen an der Alten Landstraße in Kaiserswerth mit dem Alten Landgericht von 1709, der Bildhauer-Werkstatt und dem großen Skulpturengarten von der Werthmann-Heyne-Stiftung betreut mit dem Ziel, das Gelände mit seiner Kunst öffentlich zugänglich zu machen und einen Ort lebendiger Kultur zu schaffen. Am 16. Juni 2019 – ein Jahr und eine Woche nach dem Tod Werthmanns – wurde der Skulpturengarten des Künstlers im Rahmen der „Offenen Gartenpforte 2019“ erstmals öffentlich zugänglich gemacht.
Werthmanns Plastik Wand-Lung Hamburg aus dem Jahre 1961 (siehe Abbildung rechts oben) befindet sich im städtischen Park Planten un Blomen in Hamburg. Die Arbeit aus rostfreiem Stahl wurde anlässlich der IGA 1963 zu beiden Seiten einer gemauerten, mit einem Durchlass versehenen Wand angebracht.
Das Werkverzeichnis (Skulptur, Zeichnung & Grafik) ist vollständig dokumentiert auf der Internetseite zum Künstler.

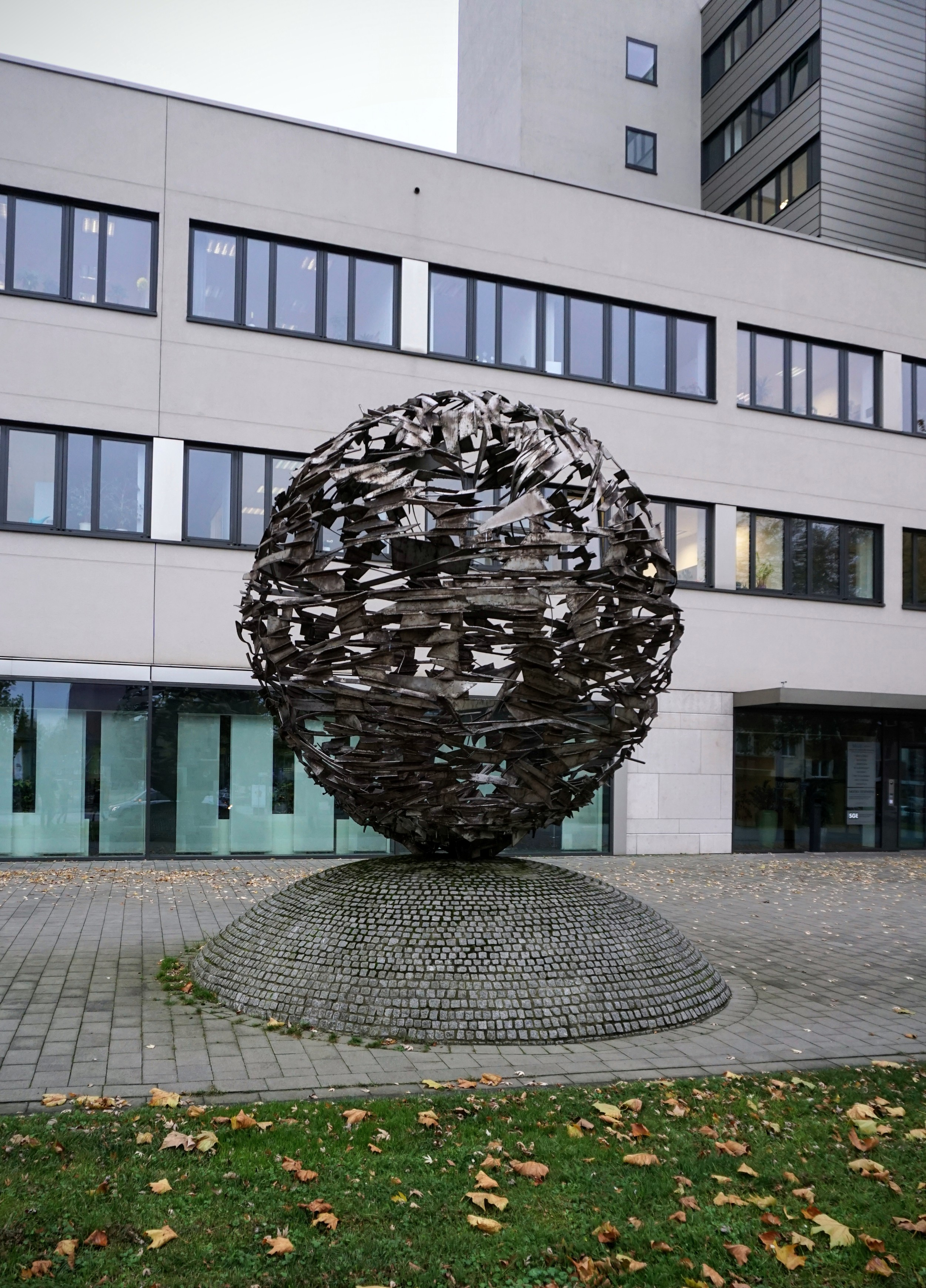
Hommage à Mercator (1963/65), Duisburg
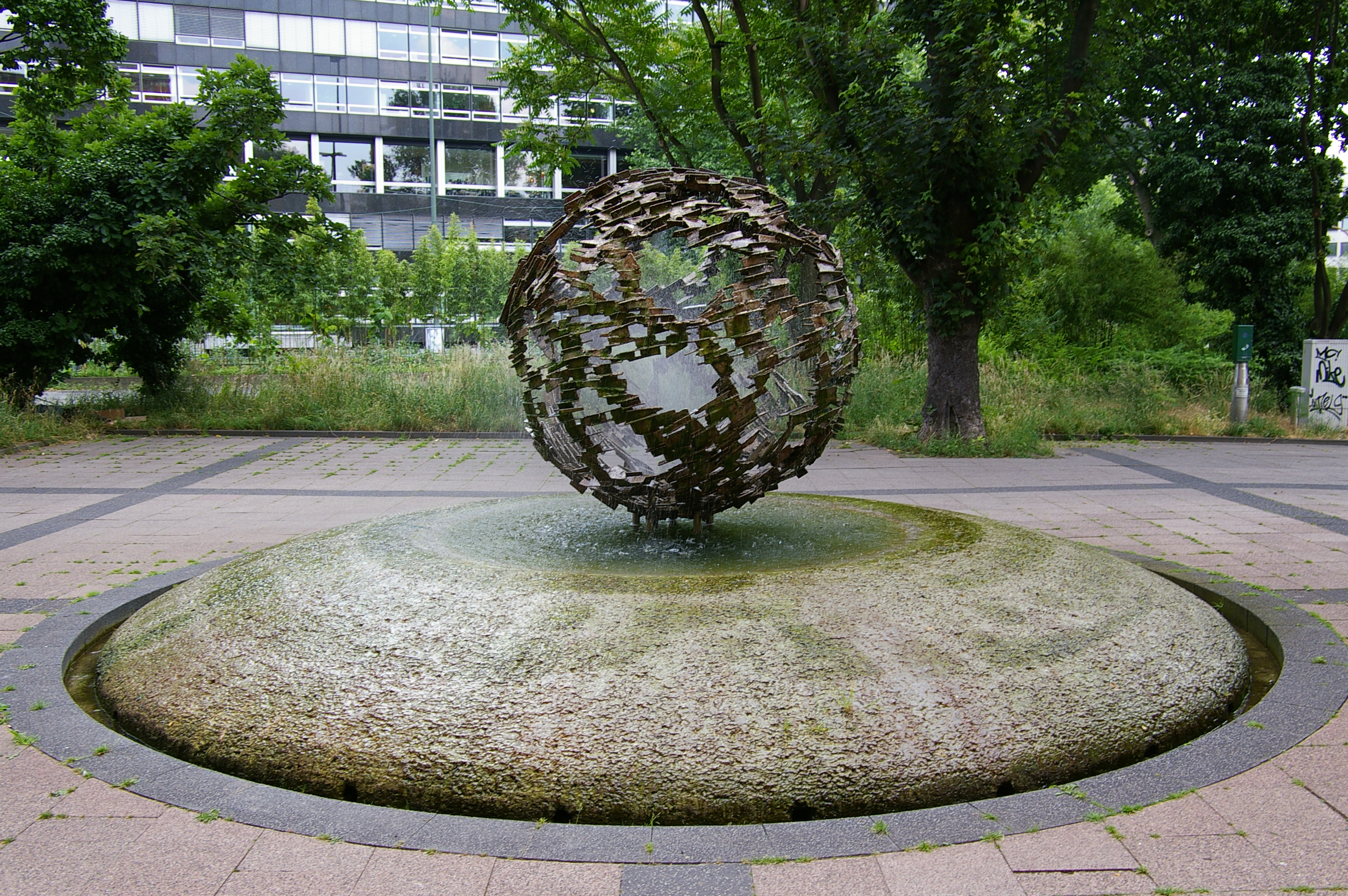
Kugelbrunnen (1964), Martin-Luther-Platz, Düsseldorf
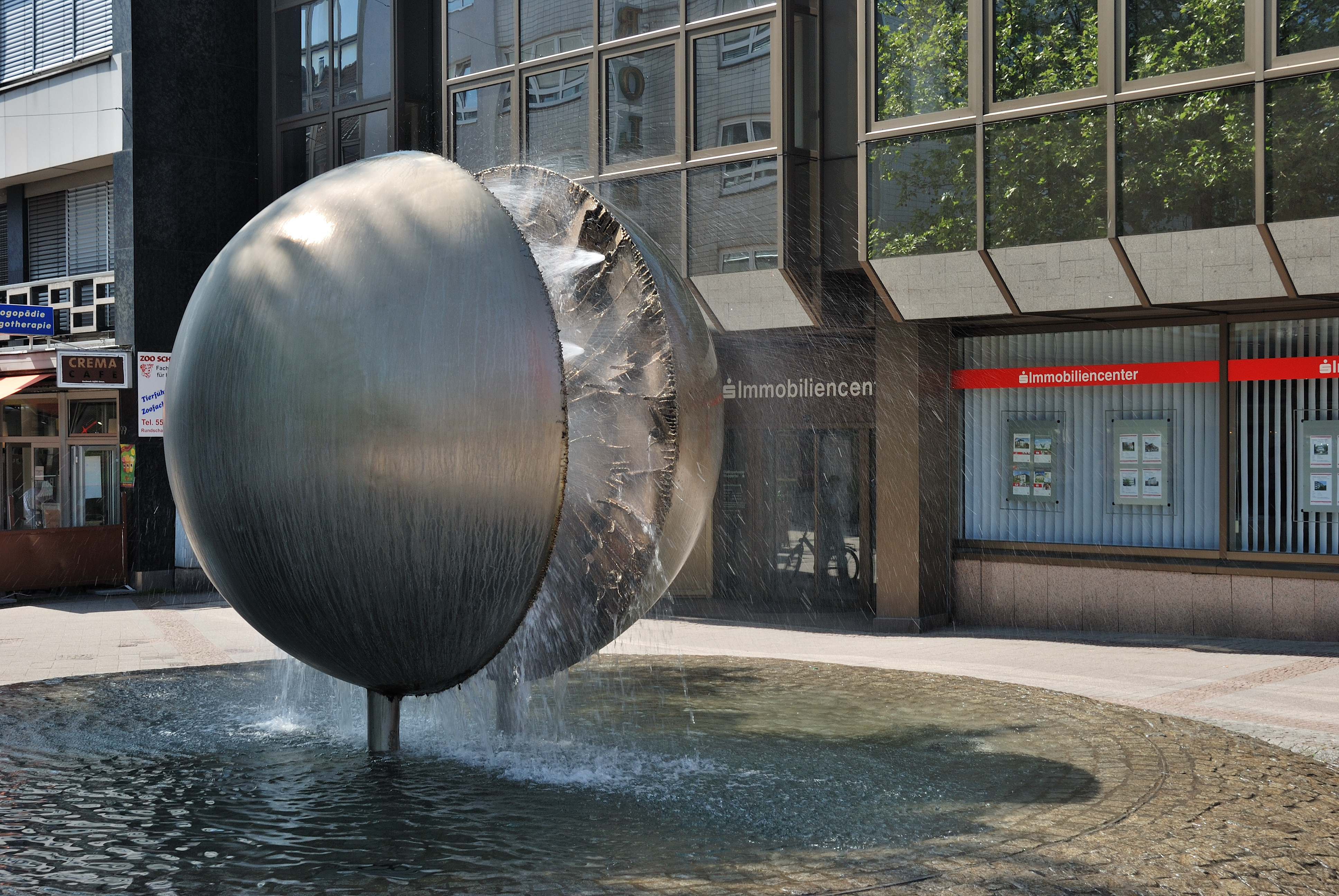
Werther Brunnen (1978), Wuppertal
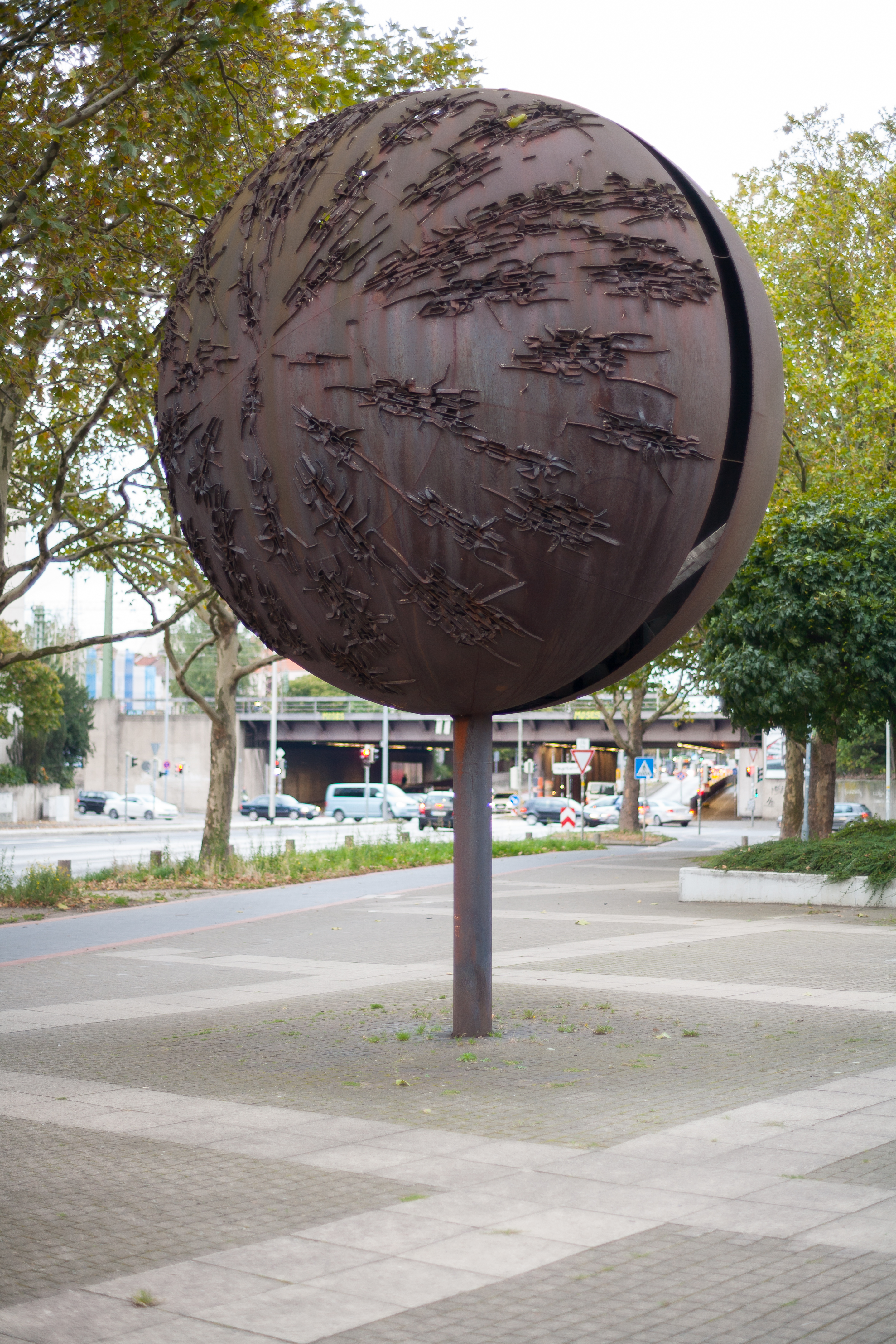
Dicke Hannoveranerin (1973), Postscheckamt Hannover

## Ausstellungen (Auswahl)
Die mit E gekennzeichneten Ausstellungen waren Einzelausstellungen, zu den mit K gekennzeichneten Ausstellungen erschien ein Katalog.
- 1955–1959: Gruppe 53, Kunstverein Düsseldorf
- 1956: Galerie Parnass, Wuppertal
- 1959: Kunstverein Freiburg im Breisgau
- 1961–1963: Deutscher Kunstrat: Oslo, Stockholm, Dublin, Rio de Janeiro, Buenos Aires
- 1962: arte actual alemán, Buenos Aires, Montevideo, Santiago und Valparaiso[4]
- 1968: Museum Folkwang, Essen
- 1982/83: Stadtmuseum DüsseldorfE,K
- 2001: „Open 2001“, Lido di Venezia, Internationale SkulpturenausstellungK
- 2003: Retrospektive I, Von der Heydt-Museum, WuppertalE; Retrospektive II, Skulpturenmuseum Glaskasten, Marl
- 2006: Friederich Werthmann – Frühe Arbeiten 1958 – 1962, Märkisches Museum (Witten)E
- 2007: Friederich Werthmann – Druckarchiv. Das grafische Werk, Märkisches Museum (Witten)E
- 2009: Friederich Werthmann – Skulptur, Stadtsparkasse und Ennepebogen, Gevelsberg (zusammen mit Maren Heyne)E
- 2016: Villa Wessel, IserlohnE,K
- 2016: Friederich Werthmann – frühe Skulpturen und Arbeiten auf Papier, Galerie André Kirbach, DüsseldorfE
- 2017: Stahl. Poesie. Dynamik. Friederich Werthmann zum 90. Geburtstag, Märkisches Museum (Witten)E,K
- 2018: Friederich Werthmann & Maren Heyne: Künstlerleben in Kaiserwerth. Museum Kaiserswerth, Düsseldorf, 8. Juni bis 19. August 2018

## Werke in öffentlichen Sammlungen
Auswahl:
- Antwerpen, Middelheimmuseum
- Dublin, Museum of Modern Art
- Düsseldorf, Kunstmuseum
- Düsseldorf, Stadtmuseum
- Duisburg, Wilhelm-Lehmbruck-Museum
- Oostende, Museum voor Schone Kunsten
- Wiesbaden, Museum
- Märkisches Museum, Witten
- Wuppertal, Von der Heydt-Museum